# Maite Oroz
Maite Oroz Areta (Huarte, 25 marzo 1998) è una calciatrice spagnola di origini basche, centrocampista del Tottenham e della nazionale spagnola.

## Carriera

### Club
Maite Oroz Areta si appassiona al calcio fin da giovanissima, decidendo di tesserarsi con l'Huarte, società dell'omonima cittadina vicina a quella in cui cresce (Lezama), dai sei anni d'età. Nel 2010 si trasferisce all'Osasuna, dove ha l'opportunità di giocare in una formazione interamente femminile e dove grazie alle sue prestazioni viene inserita in rosa nella prima squadra che disputa la Segunda División, secondo livello del campionato spagnolo femminile di calcio, mettendosi in luce ed attirando l'attenzione degli osservatori della Federazione calcistica della Spagna (RFEF), che la selezionano per la nazionale Under-16, e dei maggiori club nazionali.
Nell'estate 2014 concretizza il passaggio all'Athletic Bilbao ma per la prima stagione in biancorosso, nonostante le 16 reti in 28 incontri disputati nella formazione dell'Athletic B, il tecnico della squadra titolare Juan Luis Fuentes non la ritiene sufficientemente matura per il suo debutto nel campionato di Primera División e gioca tutta la stagione 2014-2015 nella formazione riserve del club basco.
La situazione cambia con l'avvicendamento sulla panchina con il nuovo tecnico Joseba Agirre, il quale pone fiducia nella giocatrice fino a farla diventare un elemento essenziale del centrocampo della sua squadra, fiducia ricambiata per l'apporto che Oroz fornisce per il ritorno al vertice del campionato della società e della conquista del titolo di campione di Spagna al termine della stagione 2015-2016. Ha giocato all'Athletic Bilbao per cinque stagioni consecutive, esordendo anche nell'UEFA Women's Champions League nella stagione 2016-2017. All'inizio della stagione 2018-2019 ha subito la rottura del legamento crociato anteriore del ginocchio sinistro nel corso di una partita di campionato contro l'Atlético Madrid, saltando l'intera annata.
Nel luglio 2020 ha lasciato l'Athletic Bilbao per trasferirsi al Real Madrid, che aveva appena assorbito il CD Tacón. Oroz venne anche schierata titolare nella prima partita di campionato del Real Madrid, persa in casa per 4-0 contro il Barcellona. Ha giocato con la società madrilena per quattro stagioni consecutive, superando le 100 presenze in campionato.
Nell'estate 2024 ha lasciato il Real Madrid e la Spagna per trasferirsi al Tottenham, militante nella Women's Super League, la massima serie del campionato inglese.

### Nazionale
Nel 2014, a soli 15 anni, viene chiamata dal selezionatore Jorge Vilda per vestire la maglia della nazionale spagnola Under-20 impegnata al campionato mondiale della Costa Rica 2014.
In seguito Vilda la inserisce in rosa anche nella formazione Under-17 impiegandola dalla fase di qualificazione all'edizione 2015 del campionato europeo di categoria, con la quale diventa campione d'Europa, e nell'Under-19 che vince l'Europeo di Irlanda del Nord 2017.
Passato a ricoprire il ruolo di commissario tecnico della nazionale maggiore, Vilda la convoca per la prima volta nel 2021, facendola esordire il 18 febbraio, nell'incontro in cui la Spagna sovrasta le avversarie dell'Azerbaigian, rilevando Patricia Guijarro al 58' nella vittoria per 13-0 valida per il gruppo D delle qualificazioni all'Europeo di Inghilterra 2022.

## Palmarès

### Club
- Campionato spagnolo: 1

Athletic Bilbao: 2015-2016

### Nazionale
- UEFA Women's Nations League: 1

2023-2024
- Campionato d'Europa under 19: 1

2017
- Campionato d'Europa under 17: 1

2015

### Individuali
- Squadra del torneo del Campionato europeo femminile under 17 di calcio: 1

Islanda 2015